# Завади (Люблінське воєводство)
Завади (пол. Zawady) — село в Польщі, у гміні Ярчів Томашівського повіту Люблінського воєводства. Населення — 147 осіб (2011).

## Історія
6-15 липня 1947 року під час операції «Вісла» польська армія виселила зі села на приєднані до Польщі північно-західні терени 7 українців. У селі залишився 131 поляк.
У 1975—1998 роках село належало до Замойського воєводства.

## Демографія
Демографічна структура станом на 31 березня 2011 року:
|          | Загалом | Допрацездатний вік | Працездатний вік | Постпрацездатний вік |
| -------- | ------- | ------------------ | ---------------- | -------------------- |
| Чоловіки | 66      | 14                 | 43               | 9                    |
| Жінки    | 81      | 19                 | 42               | 20                   |
| Разом    | 147     | 33                 | 85               | 29                   |